# Processamento digital de sinais
O processamento digital de sinais (DSP) é o uso de processamento digital, como por computadores ou processadores de sinal digital mais especializados, para realizar uma ampla variedade de operações de processamento de sinal. Os sinais digitais processados desta maneira são uma sequência de números que representam amostras de uma variável contínua em um domínio como tempo, espaço ou frequência. Em eletrônica digital, um sinal digital é representado como um trem de pulsos, geralmente gerado pela comutação de um transistor.
O processamento digital de sinais e o processamento de sinal analógico são subcampos do processamento de sinais. As aplicações de DSP incluem processamento de áudio e processamento de fala, sonar, radar e outros processamentos de matriz de sensores, estimação de densidade espectral, processamento estatístico de sinais, processamento de imagem digital, compressão de dados, codificação de vídeo, codificação de áudio, compressão de imagem, processamento de sinais para telecomunicações, sistemas de controle, engenharia biomédica e sismologia, entre outros.
DSP pode envolver operações lineares ou não lineares. O processamento não linear de sinais está intimamente relacionado à identificação de sistemas não lineares e pode ser implementado nos domínios temporal, frequência e domínio espaço-temporal.
A aplicação da computação digital ao processamento de sinais permite muitas vantagens sobre o processamento analógico em muitas aplicações, como detecção e correção de erros na transmissão, bem como compressão de dados. O processamento digital de sinais também é fundamental para a tecnologia digital, como telecomunicação digital e comunicações sem fio. DSP é aplicável tanto a dados em tempo real quanto a dados estáticos (armazenados).

## Amostragem de sinal
Para analisar e manipular digitalmente um sinal analógico, ele deve ser digitalizado com um conversor analógico-digital (ADC). A amostragem geralmente é realizada em duas etapas, discretização e quantização. Discretização significa que o sinal é dividido em intervalos de tempo iguais, e cada intervalo é representado por uma única medida de amplitude. Quantização significa que cada medida de amplitude é aproximada por um valor de um conjunto finito. Arredondar números reais para inteiros é um exemplo.
O teorema de amostragem de Nyquist–Shannon afirma que um sinal pode ser exatamente reconstruído a partir de suas amostras se a frequência de amostragem for maior que o dobro do componente de frequência mais alto no sinal. Na prática, a frequência de amostragem muitas vezes é significativamente maior que isso. É comum usar um filtro antirreconhecimento para limitar a largura de banda do sinal para cumprir o teorema de amostragem, no entanto, a seleção cuidadosa deste filtro é necessária porque o sinal reconstruído será o sinal filtrado mais o aliasing residual da rejeição imperfeita de banda limitada em vez do sinal original (não filtrado).
Análises e derivações teóricas de DSP são tipicamente realizadas em modelos de sinal discreto no tempo sem imprecisões de amplitude (erro de quantização), "criadas" pelo processo abstrato de amostragem. Métodos numéricos requerem um sinal quantizado, como aqueles produzidos por um ADC. O resultado processado pode ser um espectro de frequência ou um conjunto de estatísticas. Mas muitas vezes é outro sinal quantizado que é convertido de volta para a forma analógica por um conversor digital-analógico (DAC).

## Domínios
Engenheiros de DSP geralmente estudam sinais digitais em um dos seguintes domínios: domínio do tempo (sinais unidimensionais), domínio espacial (sinais multidimensionais), domínio da frequência e domínios de wavelet. Eles escolhem o domínio no qual processar um sinal fazendo uma suposição informada (ou tentando diferentes possibilidades) sobre qual domínio representa melhor as características essenciais do sinal e o processamento a ser aplicado a ele. Uma sequência de amostras de um dispositivo de medição produz uma representação no domínio temporal ou espacial, enquanto uma transformada discreta de Fourier produz a representação no domínio de frequência.

### Domínios do tempo e do espaço
O domínio do tempo refere-se à análise de sinais em relação ao tempo. Da mesma forma, o domínio espacial refere-se à análise de sinais em relação à posição, por exemplo, localização de pixels no caso do processamento de imagem.
A abordagem de processamento mais comum no domínio do tempo ou do espaço é o aprimoramento do sinal de entrada por meio de um método chamado filtragem. A filtragem digital consiste geralmente em uma transformação linear de várias amostras ao redor da amostra atual do sinal de entrada ou saída. As amostras ao redor podem ser identificadas em relação ao tempo ou espaço. A saída de um filtro digital linear para qualquer entrada dada pode ser calculada por meio da convolução do sinal de entrada com uma resposta ao impulso.

### Domínio de frequência
Sinais são convertidos do domínio do tempo ou do espaço para o domínio de frequência geralmente por meio do uso da Transformada de Fourier. A Transformada de Fourier converte a informação de tempo ou espaço em uma componente de magnitude e fase para cada frequência. Com algumas aplicações, como a variação de fase com a frequência, pode ser uma consideração significativa. Onde a fase não é importante, frequentemente a Transformada de Fourier é convertida para o espectro de potência, que é a magnitude de cada componente de frequência ao quadrado.
O propósito mais comum para a análise de sinais no domínio de frequência é a análise das propriedades do sinal. O engenheiro pode estudar o espectro para determinar quais frequências estão presentes no sinal de entrada e quais estão ausentes. A análise de domínio de frequência também é chamada de análise espectral.
A filtragem, especialmente em trabalhos não em tempo real, também pode ser alcançada no domínio de frequência, aplicando o filtro e depois convertendo de volta para o domínio do tempo. Isso pode ser uma implementação eficiente e pode fornecer essencialmente qualquer resposta de filtro, incluindo excelentes aproximações de filtro de parede.
Existem algumas transformações de domínio de frequência comumente usadas. Por exemplo, o cepstrum converte um sinal para o domínio de frequência por meio da Transformada de Fourier, leva o logaritmo e, em seguida, aplica outra Transformada de Fourier. Isso enfatiza a estrutura harmônica do espectro original.

### Análise no plano Z
Filtros digitais vêm em tipos de filtro IIR e filtro FIR. Enquanto os filtros FIR são sempre estáveis, os filtros IIR têm circuitos de feedback que podem se tornar instáveis e oscilar. A Transformada Z fornece uma ferramenta para analisar questões de estabilidade de filtros digitais IIR. É análoga à Transformada de Laplace, que é usada para projetar e analisar filtros IIR analógicos.

### Análise de autoregressão
Um sinal é representado como uma combinação linear de suas amostras anteriores. Os coeficientes dessa combinação são chamados de coeficientes de autoregressão. Este método possui uma maior resolução de frequência e pode processar sinais mais curtos em comparação com a Transformada de Fourier. O Método de Prony pode ser usado para estimar fases, amplitudes, fases iniciais e decaimentos dos componentes do sinal. Assume-se que os componentes são exponenciais complexos em decaimento.

### Análise tempo-frequência
Uma representação tempo-frequência de um sinal pode capturar tanto a evolução temporal quanto a estrutura de frequência do sinal analisado. A resolução temporal e de frequência é limitada pelo princípio da incerteza, e o equilíbrio é ajustado pela largura da janela de análise. Técnicas lineares como a transformada de Fourier de curto termo, transformada de wavelet, banco de filtros, métodos não lineares (por exemplo, transformada de Wigner–Ville) e métodos autoregressivos (por exemplo, método Prony segmentado) são usados para representação do sinal no plano tempo-frequência. Métodos não lineares e segmentados de Prony podem fornecer maior resolução, mas podem produzir artefatos indesejados. A análise tempo-frequência é geralmente usada para a análise de sinais não estacionários. Por exemplo, métodos de estimação da frequência fundamental, como RAPT e PEFAC, são baseados na análise espectral com janelamento.

### Wavelet

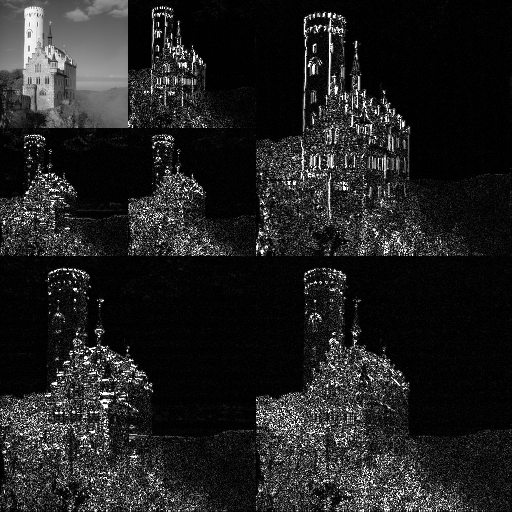
Um exemplo da transformada discreta de wavelet 2D usada no JPEG2000. A imagem original é filtrada em alta frequência, resultando nas três grandes imagens, cada uma descrevendo mudanças locais de brilho (detalhes) na imagem original. Em seguida, é filtrada em baixa frequência e reduzida de escala, resultando em uma imagem de aproximação; esta imagem é filtrada em alta frequência para produzir as três imagens menores de detalhe, e filtrada em baixa frequência para produzir a imagem final de aproximação no canto superior esquerdo.

Na análise numérica e análise funcional, uma transformada de wavelet discreta é qualquer transformada de wavelet em que as wavelets são amostradas discretamente. Assim como outras transformadas de wavelet, uma vantagem chave que ela tem sobre as transformadas de Fourier é a resolução temporal: ela captura tanto a frequência quanto a informação de localização. A precisão da resolução conjunta tempo-frequência é limitada pelo princípio da incerteza do tempo-frequência.

### Decomposição em modo empírico
A decomposição em modo empírico é baseada na decomposição do sinal em função de modo intrínseco (IMFs). IMFs são oscilações quase harmônicas extraídas do sinal.

## Implementação
Algoritmos de DSP podem ser executados em computadores de propósito geral e Digital Signal Processor. Algoritmos de DSP também são implementados em hardware específico, como circuito integrado de aplicação especifica (ASICs). Tecnologias adicionais para processamento digital de sinais incluem microprocessadores de propósito geral mais potentes, unidade de processamento gráficos, arranjo de porta programável em campo (FPGAs), controlador de sinal digital (principalmente para aplicações industriais, como controle de motores) e processadores de fluxo.
Para sistemas que não têm um requisito de sistema de tempo real e os dados de sinal (seja entrada ou saída) existem em arquivos de dados, o processamento pode ser feito de maneira econômica com um computador de propósito geral. Isso é essencialmente o mesmo que qualquer outro processamento de dados, exceto que técnicas matemáticas de DSP (como a DCT e a FFT) são usadas, e assume-se que os dados amostrados são uniformemente amostrados no tempo ou no espaço. Um exemplo de tal aplicação é o processamento de fotografia digital com software como o Photoshop.
Quando o requisito da aplicação é em tempo real, DSP é frequentemente implementado usando processadores ou microprocessadores especializados ou dedicados, às vezes usando vários processadores ou múltiplos núcleos de processamento. Esses podem processar dados usando aritmética de ponto fixo ou ponto flutuante. Para aplicações mais exigentes, podem ser usados FPGAs. Para as aplicações mais exigentes ou produtos em grande volume, circuito integrado de aplicação especifica podem ser projetados especificamente para a aplicação.
Implementações paralelas de algoritmos de DSP, utilizando arquiteturas de CPU multi-core e GPU de muitos núcleos, são desenvolvidas para melhorar o desempenho em termos de latência desses algoritmos.
Processamento nativo é feito pela CPU do computador em vez de DSP ou processamento externo, que é feito por chips DSP adicionais de terceiros localizados em placas de extensão ou em hardware externo. Muitas digital audio workstations como Logic Pro, Cubase, Digital Performer e Pro Tools LE usam processamento nativo. Outras, como Pro Tools HD, UAD-1 da Universal Audio e Powercore da TC Electronic usam processamento DSP.

## Aplicações
Áreas gerais de aplicação para DSP incluem:
- Processamento de sinal de áudio
- Compactação de dados de áudio, por exemplo, MP3
- Compactação de dados de vídeo
- Gráficos de computador
- Processamento de imagens digitais
- Manipulação de fotos
- Processamento de fala
- Reconhecimento de fala
- Transmissão de dados
- Radar
- Sonar
- Processamento de sinais financeiros
- Previsão econômica
- Sismologia
- Biomedicina
- Previsão do tempo

Exemplos específicos incluem codificação de fala e transmissão em telefone celulars digitais, correção de sala de som em aplicações de hi-fi e sonorização, análise e controle de processo industriales, imagem médica como tomografias computadorizadas (CAT) e Ressonância Magnética (MRI), crossover de áudio e equalização, sintetizador digital, e unidades de efeitos de áudio.

## Técnicas
- Transformada bilinear
- Transformada discreta de Fourier
- Transformada de Fourier de tempo discreto
- Projeto de filtro
- Algoritmo de Goertzel
- Análise espectral de mínimos quadrados
- Sistema linear invariante no tempo
- Fase mínima
- Transformada de Laplace
- Função de transferência
- Transformada Z

## Campos relacionados
- Processamento de sinal analógico
- Engenharia de computação
- Ciência da computação
- Compressão de dados
- Engenharia elétrica
- Análise de Fourier
- Teoria da informação
- Aprendizado de máquina
- Sistema de tempo real
- Stream processing
- Telecomunicação
- Séries temporais
- Wavelet